# 毒品网络
《毒品网络》（英語：Traffic）是2000年的美国电影，由史蒂文·索德伯格执导，斯蒂芬·加汉根据1989年在英国第四台播出的一部名字几乎相同的电视剧改编的（电视剧名为“traffik”，本片原名为“traffic”）编写了剧本，主要演员包括迈克尔·道格拉斯、唐·钱德尔、本尼西奥·德尔·托罗、丹尼斯·奎德和凯瑟琳·泽塔-琼斯。这部电影从多个不同的角度探讨了非法毒品贸易问题：瘾君子、警察、政客、毒贩。这些人物可能在片中从未见面，各自情节经剪辑结合起来呈现。
原本打算为电影投资的20世纪福克斯公司要求一定要由哈里森·福特出演，这也令剧本不得不进行了大量修改。索德伯格对此十分不满，于是联系了其他多个大型好莱坞制片公司，不过由于电影片长达3个小时，并且毒品选材也较为冷门因此四处碰壁。幸运的是，焦点影业对这个项目很感兴趣，并且愿意提供比福克斯公司高得多的预算额。索德伯格还亲自执掌摄影机镜头，并通过不同的色调进行拍摄，以便观众可以比较容易地区分不同主线的故事内容。
《毒品网络》上映后在商业和评论方面都获得了成功，并且也赢得了多项大奖。在第73届奥斯卡金像奖角逐中，本片原本只获得了5项提名，但最终却成功拿下了导演、男配角、原著改编和剪辑4项大奖。电影拍摄预算约为4600万美元，而上映后仅美国本土就入账1亿2411万5725美元，全球票房共额更达到2亿751万5725美元，商业上也可谓非常成功。

## 剧情

### 墨西哥故事主线
墨西哥警官贾维尔·罗德里格兹（本尼西奥·德尔·托罗饰）和搭档马诺罗·桑切兹（贾克波·瓦格斯饰）阻止了一次毒品偷运活动并逮捕了送货人。这时，一位打算雇请贾维尔的墨西哥高官阿图罗·萨拉扎将军（托马斯·米利安饰）前来指示贾维尔追捕一个名叫弗朗西斯科·弗罗里斯（小克利夫顿·克林斯饰）的职业杀手，此人是毒品黑帮团伙“奥布雷贡兄弟”（隶属于提华纳帮贩毒集团Tijuana Cartel）的重要成员。
回到蒂华纳，杀手弗罗里斯在严刑拷打之下交待了团伙中几位重要成员的名字，于是贾维尔和萨拉扎将军开始一起打击这个黑帮的可卡因交易活动。但是贾维尔很快发现，这个萨拉扎将军其实是奥布雷贡兄弟竞争对手——华雷斯帮的一个成员，整个墨西哥禁毒运动完全是一场骗局，萨拉扎消灭这一犯罪团伙的目的也是为了让其华雷斯帮更有利可图。
贾维尔的搭档桑切兹试图将萨拉扎的真实身份告知美国缉毒局，但却意外被杀。贾维尔无法容忍再与萨拉扎共事，决定以自己的证词与美国缉毒局达成一笔交易。他要求在自己的社区恢复电力供应，以便孩子们晚上可以打打棒球，而不是无所事事最后被引入黑帮和犯罪中。萨拉扎将军的秘密向公众揭穿了，他马上被捕并死在监狱中。贾维尔向媒体揭露了警察和军队中广泛存在的腐败现象，之后，他在新建成的体育场看着孩子们晚上在打棒球。

### 威克菲尔德故事主线
俄亥俄州的一位保守派法官罗伯特·威克菲尔德（迈克尔·道格拉斯饰）获总统指派出任国家毒品控制政策办公室主任，人称毒品沙皇。前任这一职位的拉尔夫·兰德瑞将军（詹姆斯·布洛林饰）和多位较具影响力的政治家都警告罗伯特，对毒品的战争是无法取胜的。罗伯特的女儿卡罗琳是一位优等生，但在一次其男友赛斯（托弗·戈瑞斯饰）鼓动她吸食了免费海洛因后，卡罗琳也染上了毒瘾无法自拔。之后，两人都在一次聚会上与其它多名同样吸毒过量的学生一起被捕。当罗伯特与妻子芭芭拉努力试图处理这个问题时，他发现原来妻子早在半年前就已得知女儿染上了毒瘾。
罗伯特意识自己事业上风光之余，家庭中却存在严重的问题。在一次前往墨西哥时，他听说萨拉扎将军正在摧毁一个毒品黑帮团伙并对此深受鼓舞。但等回到俄亥俄州时，他又得知卡罗琳逃出戒毒所跑到了辛辛那提，但没有人知道她确切的地址。卡罗琳临走时从家里偷了钱，到达辛辛那提后开始卖淫来换取毒品。
罗伯特强拖上赛斯和他一起到辛辛那提寻找自己的女儿，他们找到了一位经常与卡罗琳发生关系的黑人毒贩，但他拒绝透露她的下落。愤怒的罗伯特闯入了一间破旧的酒店房间，发现女儿正被一位老嫖客压在身下，并且已经处于半昏迷状态。伤心的罗伯特流下了眼泪，而赛斯则悄无声息地离开了。
回到哥伦比亚特区后，罗伯特准备发表有关对毒品开战“十点计划”的演讲。但在演讲过程中他停了下来，然后告诉在场的记者们，对毒品开战甚至意味着对一些人自己的家庭成员开战，对此自己无法表示支持。然后他离开了新闻发布会现场并打的前往机场，回到家中后，他和芭芭拉以及女儿一起参加了一个匿名的禁毒互助会。

### 阿依拉/美国缉毒局故事主线
第三个故事设置在圣地牙哥，美国缉毒局的蒙特尔·哥顿（唐·钱德尔饰）和雷·卡斯特罗（路易斯·古兹曼饰）通过一次成功的卧底行动逮捕了艾杜阿多·鲁兹（米盖尔·弗尔饰），此人是一个平常假扮为渔夫的高级别毒品贩子。鲁兹决定冒险以交待出自己的老板毒枭卡罗斯·阿依拉（斯蒂文·鲍尔饰）来换取豁免，这个人是奥布雷贡兄弟犯罪团伙在美国最高级别的毒品经销商。罗伯特亲自选择了一位强硬的检察官来起诉阿依拉，希望以此给墨西哥的毒品团伙一个教训。
对卡罗斯的审判开始后，有孕在身的夫人海伦娜（凯瑟琳·泽塔-琼斯饰）才得知了他的真实身份。面对丈夫的终身监禁和对独子的死亡威胁，她决定雇请一位名叫弗朗西斯科·弗罗里斯的职业杀手除去鲁兹，因为这样可以有效地让整个审判无法继续，控方由于没有证人因此只能撤回起诉。弗罗里斯在一辆美国缉毒局的车上放置了炸弹，但刚刚离开现场后他就被一位狙击手（提华纳帮）Tijuana Cartel成員所杀，以报复其与萨拉扎将军之前的合作。汽车上的炸弹炸死了雷·卡斯特罗，不过哥顿和鲁兹侥幸生还。
得知鲁兹很快将出庭作证的海伦娜与墨西哥黑帮的大毒枭达成协议，后者派人毒死了鲁兹。由于缺少重要指控证人，卡罗斯因此被释放出狱，哥顿为此非常不满，特别是自己的搭档也刚刚被害。一日他闯入了阿依拉的家中闹事，秘密在一张桌子下安装了一个窃听器后离去。

## 影射的真实人物和团体
《毒品网络》中某些方面的情节主线是基于真实的人物和事件。如阿图罗·萨拉扎将军一角就是以墨西哥軍隊的將軍雷波罗（José de Jesús Gutiérrez Rebollo）为蓝本，此人就曾秘密地接受黑帮团伙的贿赂来帮助其铲除竞争对手。另外的黑帮团体也是以蒂华纳販毒集團Tijuana Cartel为原型塑造的。

## 演员
- 本尼西奥·德尔·托罗饰贾维尔·罗德里格兹
- 贾克波·瓦格斯（英语：Jacob Vargas）饰马诺罗·桑切兹
- 托马斯·米利安（英语：Tomás Milián）饰墨西哥軍隊中將阿图罗·萨拉扎
- 迈克尔·道格拉斯饰罗伯特·威克菲尔德
- 艾米·欧文（英语：Amy Irving）饰芭芭拉·威克菲尔德
- 埃丽卡·克里斯滕森（英语：Erika Christensen）饰卡罗琳·威克菲尔德
- 托弗·戈瑞斯饰赛斯·亚伯拉罕斯
- 詹姆斯·布洛林饰美國陸軍少將拉尔夫·兰德瑞
- 阿尔伯特·芬尼饰白宫办公厅主任
- 凯瑟琳·泽塔-琼斯饰海伦娜·阿依拉
- 丹尼斯·奎德饰阿尼·梅兹格
- 小克利夫顿·克林斯饰弗朗西斯科·弗罗里斯
- 唐·钱德尔饰蒙特尔·哥顿
- 斯蒂文·鲍尔饰卡罗斯·阿依拉
- 路易·古茲曼饰雷·卡斯特罗
- 米盖尔·弗尔（英语：Miguel Ferrer）饰艾杜阿多·鲁兹

## 发展
史蒂文·索德伯格一直有兴趣拍摄一部有关毒品战争的电影，但也不想拍成又一部有关瘾君子的作品。制片人劳拉·比克福德（Laura Bickford）拥有英国迷你电视剧集《traffik》的版权，她很喜欢该剧的结构。索德伯格曾于1990年看过这部电视剧，他开始寻找一位剧作家来将之改编为电影。然后两人读到了史蒂芬·加汉所写的《历劫俏佳人》，这个剧本是有关一位还在念高中的上层社会白人少年沾染上毒品并且与黑帮扯上关联的故事。索德伯格联系了加汉来编写本片的剧本，但当时加汉正在与导演兼制片人爱德华·兹威克合作。于是比克福德和索德伯格一起联系了兹威克，后者也同意了他们的建议，并将两个项目合并后自己亲自担任制片人。
20世纪福克斯原定将负责《毒品网络》的发行，但是该公司要求必须有哈里森·福特出演。于是索德伯格只好试着联系其他电影公司，但是福特突然又对加盟本片产生了兴趣，福克斯的态度也因此扭转。公司首席执行官比尔·麦康尼克很看好这部电影，但等到剧本初稿完成时，他已经离开了公司，于是影片又一次没有了发行公司的支持。麦康尼克还打算对剧本作一些改动，不过索德伯格没有同意，并决定还是继续寻找其它电影公司来发行。据加汉所说，所有的大型制片公司都拒绝了他们，因为对一部长达三小时的毒品题材电影实在是没有信心。不过焦点影业在他们首次找上门时就同意了为电影投资，并提供了4600万美元的预算，考虑到之前福克斯公司只愿意给2500万美元，这个数字实在是令两人喜出望外。

### 剧本
1998年10月拍摄《英国水手》时，索德伯格曾与加汉对本片的剧情作过几次“概念性讨论”，两人完成故事提纲后导演离开去进行另一部电影《艾琳·布鲁克维奇》的拍摄工作。等到该片拍完后，加汉也在6个星期的时间里写出了165页的初稿。影片获准拍摄后，两人又分两次共三天来对修整剧本。最后确定的剧本一共有163页，其中有135段台词，并需要在7个城市进行拍摄。电影缩减了英国迷你电视剧集的部分故事情节，如原剧中一个重要的农民角色被取消，而发生在巴基斯坦的故事主线改为在墨西哥进行。加汉在青少年時期染上毒癮，他表示自己將15年來與毒品對抗的歷程融入到了劇本當中。

### 演员
哈里森·福特曾於2000年1月考虑出演罗伯特·威克菲尔德一角，但由于他通常的片酬高达两千万美元，因此必须加以大幅度削减。福特与索德伯格进行了会面，加汉也同意改写这个角色的部分戏段，为此增加的一些戏码也出现在了最终上映的电影中。2月20日，福特决定还是推掉这个角色，导演于是又一次联系了之前曾推脱过的迈克尔·道格拉斯，道格拉斯对改进后的内容感到满意，所以同意出演，这也成为电影得以顺利开拍的重要前提。加汉认为福特之所以拒绝这个角色是因为他想“与自己的动作片粉丝重新建立联系”。
电影的主创人员还向多位民主党和共和党的政治家发信，邀请他们在片中客串出镜。当一些政治家应邀来到片场时，导演重拍了部分已经完成的镜头。同意出场的政治家包括联邦参议员哈里·瑞德、芭芭拉·柏克瑟、奥林·哈奇、查克·格拉斯利、唐·尼科尔斯和马萨诸塞州州长威廉·威尔德，他们出镜时都完全是即兴发挥。

### 前期制作
《毒品网络》项目起初由格拉汉姆·金从福克斯公司获得，之后他将电影在北美地区发行的版权出售给了焦点影业，史蒂文·索德伯格之前从未与焦点影业有过接洽，电影也完全是由金投资的。
2000年福克斯公司退出了影片的制作，于是索德伯格只能自己出钱来继续前期准备工作，不过很快焦点影业的加入解决了这个难题。该公司还同意让索德伯格保有电影的最终剪辑权，并且同意片中所有墨西哥籍角色都会直接用西班牙语而不是英语来进行交流。这意味着几乎所有本尼西奥·德尔·托罗的台词都需要打上字幕。等到公司意识到这点后，他们提出将这类镜头同时拍摄英语和西班牙语两个版本，但索德伯格和德尔·托罗都拒绝了这个建议。从小在波多黎各长大的德尔·托罗为影片很努力地练习西班牙语，增加辞汇量，学习墨西哥口音等。但他还是担心别的演员会把他的台词以英语重新录制再在电影中播放。他对此回忆道：“你能想象么？你拍完了整部片子，拼了老命地想让它尽可能真实一点，然后谁谁就直接给配个音？我说‘没门，除非先把我杀了。’史蒂文就说，‘别担心，这样的事情不会发生的’”。导演坚持在电影中墨西哥的情节桥段使用字幕，他表示如果这些角色连西班牙语都不说，那电影就没有可信度，也无法让人信服地描绘出他形容的这“无法渗透的另一种文化”。
导演和编剧带着剧本联系了美国缉毒局和美国海关总署，表示希望这部电影可以尽可能真实地反映当前毒品战争的实际细节，两个机构都同意帮忙并指出了剧本中的一些失实之处。另外他们还让电影制作团队参观了美墨边境的过境检查站，并像电影中道格拉斯扮演的法官威克菲尔德和手下一样与工作人员交谈。不过缉毒局虽然提供了协助，但并没有试图对剧本中的内容提出更改建议。索德伯格表示《毒品网络》受到了理查德·莱斯特和让-吕克·戈达尔执导电影的影响，他也花时间分析了《阿尔及尔之战》和《大風暴》，导演认为这两部电影让他有一种似乎并不是由演员表演出来，而是拍到了真实事件的感觉。艾伦·J·帕库拉执导的也对电影产生了影响，因为该片把对严肃问题的追踪探讨和娱乐性成功地结合在一起。在《毒品网络》的开场片头中，索德伯格试图使用与《总统班底》同样的字体，并将其放置在银幕的左下角。分析认为，该片帮助了导演处理好庞大的演员群体并在多个不同的地点进行拍摄。

### 主体拍摄
第一天拍摄的电影素材有一半因为曝光过度而无法使用，在工作室老板和投资方得知这一情况前，索德伯格已经开始重新拍摄。保险公司于是拒绝为今后任何同类情况导致的损失进行赔偿，导演必须自己掏腰包。索德伯格一共花了54天的时间在加利福尼亚州、俄亥俄州和德克萨斯州的多个城市进行拍摄，实际花费掉的资金比预算金额还低200万美元。为了“尽可能地接近这部电影”，并且消除自己和演员之间的距离感，导演还经常执掌摄影机镜头进行拍摄。索德伯格从肯·洛奇的电影中汲取拍摄灵感，研究场景的组帧构成，镜头与演员间的距离，镜头长度，并根据角色的位置来调整眼线效果的紧密度。索德伯格回忆道，“我发现有一个空间是不能够侵犯的，因为你如果这么做了，电影在审美上就会变得更文艺化，而不是更接近纪录片的风格”。一天中的大部分时间都花在了拍摄上，因为片中的许多镜头都需要有充足的光线。
为了拍出真实的纪录风格，导演使用手提式摄影机来进行拍摄，并选择了更小和更轻的潘那维申千年XL（Panavision Millennium XL）镜头以便可以迅速地进行移动。为了方便观众分辨不同的故事线索，他还为每一条主线设置了与另外两个截然不同的拍摄风格。比如罗伯特·威克菲尔德的故事主线，索德伯格使用钨丝灯胶片并且不用任何滤镜来制造一种冷酷而单调的蓝色风格，对海伦娜的故事主线则选择了扩散滤镜再结合胶片过度曝光技术来产生出一种温暖的感觉。对贾维尔·罗德里格兹的故事主线，导演通过45度斜角快门等任何能够想到的方式来创造出一种锋利感。然后他将整部电影再通过埃克塔克罗姆进行处理，大幅增强了镜头的对比度和颗烂感。他希望可以让每一个故事的视觉风格都明显不同，以便观众可以在这一部涉及众多人物和信息的电影中保持对剧情的把握。
本尼西奥·德尔·托罗对电影的一些方面非常投入，比如说他曾建议以一种更简单和简洁的方式来描绘其角色绑架弗朗西斯科·弗罗里斯的过程，导演最终接受了这个建议。剧本中一开始还有个罗伯特在女儿的卧室发现大麻后吸食的情节，但是导演在与演员一起重新排练过这一场景后他感觉这个角色应该不会这么做，于是他将自己的想法与加汉进行了商议，编剧同意了他的看法，因此这个细节之后取消了。

### 后期制作
最初版本的《毒品网络》片长达190分钟，索德伯格将其剪短到了140分钟。开始时主创人员担心电影会被评为NC-17级，索德伯格也做好了以这个级别发行的准备，不过最终美国电影协会对其评级为R级（未满17岁观众需要有家长陪同才能观看）。

## 发行

### 票房表现
《毒品网络》于2000年12月27日开始限量在4家电影院上映，首周收入为18万4725美元。2001年1月5日，电影开始在1510家电影院全面上映，首周放账1550万美元。最终影片在美国国内的票房收入将达到1亿2411万5725美元，其他国家发行收入8340万美元，总计2亿751万5725美元，远远超过了其4600万美元的成本。

### 评论反响
商业上大获成功同时，《毒品网络》也受到了评论家的好评。根据烂蕃茄上收集的156篇专业影评人文章，其中143篇给出了“新鲜”的正面评价，“新鲜度”达92%，平均得分8分（满分10分）。而在另一个综合评论收集网站Metacritic上，根据34篇评论文章和超过100位专业影评人评分，本片平均得分也有86分（满分100分）。《芝加哥太阳报》影评人罗杰·艾伯特给予影片四星（最高四星）的高度评价，他在文章中写道：“这是一部没有说教并且强而有力的电影，法官最后一次演讲的时刻是如此内敛，我真希望他能再多说一句，表明自己的立场。但是电影把这些完全留给我们自己去想象”。《纽约时报》的史蒂芬·霍尔登在他的评论中写道，《毒品网络》是一部让人无比揪心和坐立不安的惊悚片。或者更准确地说是多部相互交织的惊悚片，每一部都有各自紧张的节奏和爆炸性的结局。《纽约观察家报》的安德鲁·萨瑞斯也写道，《毒品网络》标志着（索德伯格）巨大的天赋，我们从来都没能猜中他下一步都会要做些什么。（他也）完全履行了《性、谎言和录像带》中的承诺。
《娱乐周刊》给予本片“A”级评价，赞扬了本尼西奥·德尔·托罗的表演，影评人欧文·格雷伯曼称其表演看似“轻描淡写”，但“已经成为这部电影消然觉醒的道德核心”。《华盛顿邮报》的德森·哈维（Desson Howe）也写道：“索德伯格与剧作家史蒂芬·加汉……以一个由表及里而且常常令人振奋不已的方式揭露了世界上利润最丰富的贸易”。《滚石》的彼得·特拉维斯也称赞了导演采用的摄影技巧：“索德伯格亲自采用的手提式摄影提供了一种纪录片观感，牢牢抓住了（观众们的）注意力”。不过《时代周刊》的理查德·西克尔则认为，“这种相互交错的故事线索会有一种可以预测到的负面效果，不同的故事之间经常相互打断干扰。正当你对一个故事感兴趣时，史蒂芬·加汉根据一部英国迷你剧改编出来的剧本又陡然把你整到另一个故事上去了”。

### 年度十佳电影榜单
《毒品网络》登上了多位影评人的2000年度十佳电影榜单，其中较知名的几个是：
- 第2名：A·O·斯科特（英语：A. O. Scott），《纽约时报》
- 第2名：杰米·伯纳德（英语：Jami Bernard），《纽约每日新闻》[26]
- 第2名：布鲁斯·科克兰德（Bruce Kirkland），《多伦多太阳报（英语：Toronto Sun）》[27]
- 第3名：史蒂芬·霍尔登（英语：Stephen Holden），《纽约时报》
- 第3名：欧文·格雷伯曼（英语：Owen Gleiberman），《娱乐周刊》
- 第3名：彼得·特拉维斯，《滚石》
- 第4名：罗杰·艾伯特，《芝加哥太阳报》
- 第4名：杰克·马修斯（Jack Mathews），《纽约每日新闻》[28]

### 荣誉
在第73届奥斯卡金像奖角逐中，《毒品网络》获得了最佳影片、导演（索德伯格）、原著改编、男配角（德尔·托罗）、剪辑5项提名，到了2001年3月25日举行的颁奖典礼上，本片除最后颁发的最佳影片奖不敌雷德利·斯科特执导的《角斗士》外，其余4个奖项全部胜出。影片还获得了5项金球奖提名，包括最佳影片（正剧类）、导演、男配角、女配角（泽塔-琼斯）、编剧，最终拿下了编剧和男配角两座大奖。此外，德尔·托罗还获得了美国演员工会最佳男主角奖，并与编剧斯蒂芬·加汉分别获得了英国电影学院奖最佳男配角和最佳改编剧本奖。
纽约影评人协会将《毒品网络》评选为最佳影片，索德伯格为最佳导演，德尔·托罗获最佳男配角奖。索德伯德也赢得了洛杉矶影评人协会最佳导演奖。多伦多影评人协会投票选出索德伯格为最佳导演，德尔·托罗则获最佳男主角奖。国家影评人协会同样投票选择索德伯格和德尔·托罗分获最佳导演和男配角奖。